# 蓋姆利克

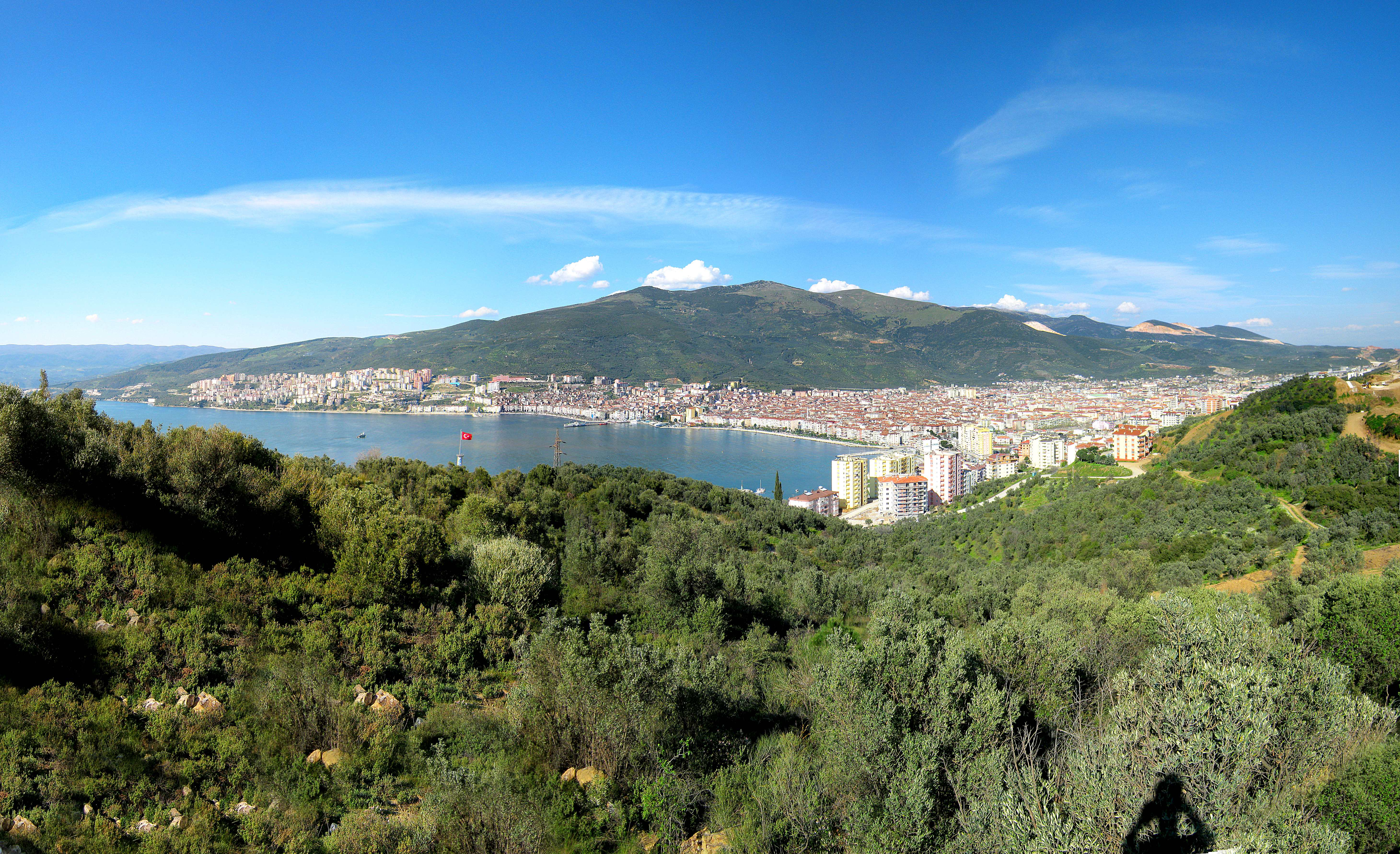
蓋姆利克

蓋姆利克是土耳其的城鎮，由布爾薩省負責管轄，位於該國西北部，距離首府布爾薩29公里，面積376平方公里，鎮上有大型工業貨櫃港口，2010年人口92,765。